# Dominikanerkloster Thorn

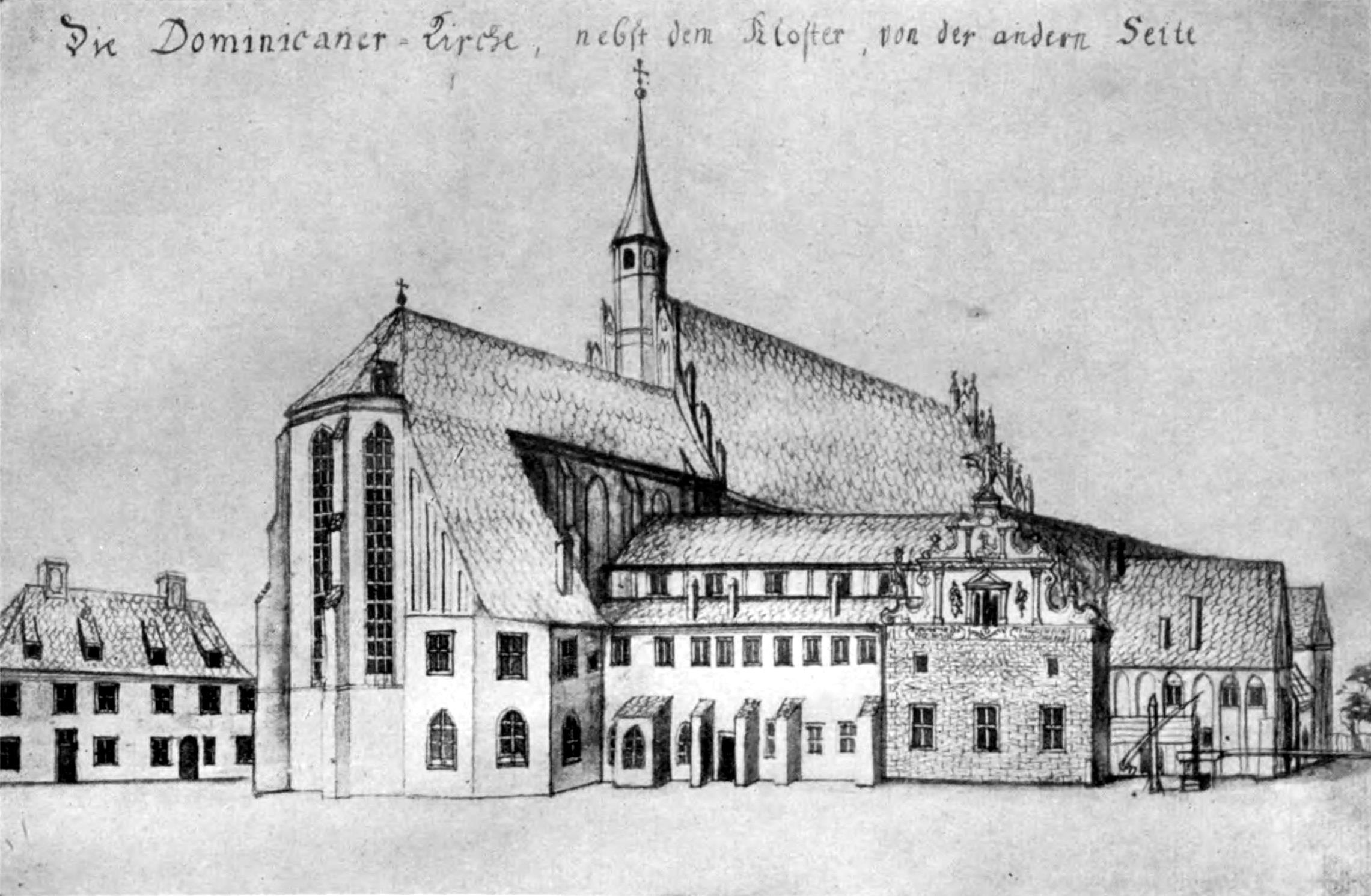
Dominikanerkloster 1735

Das Kloster St. Nicolai war ein Kloster des Dominikanerordens in Thorn, heute Toruń, in Preußen von 1263 bis 1820.

## Lage

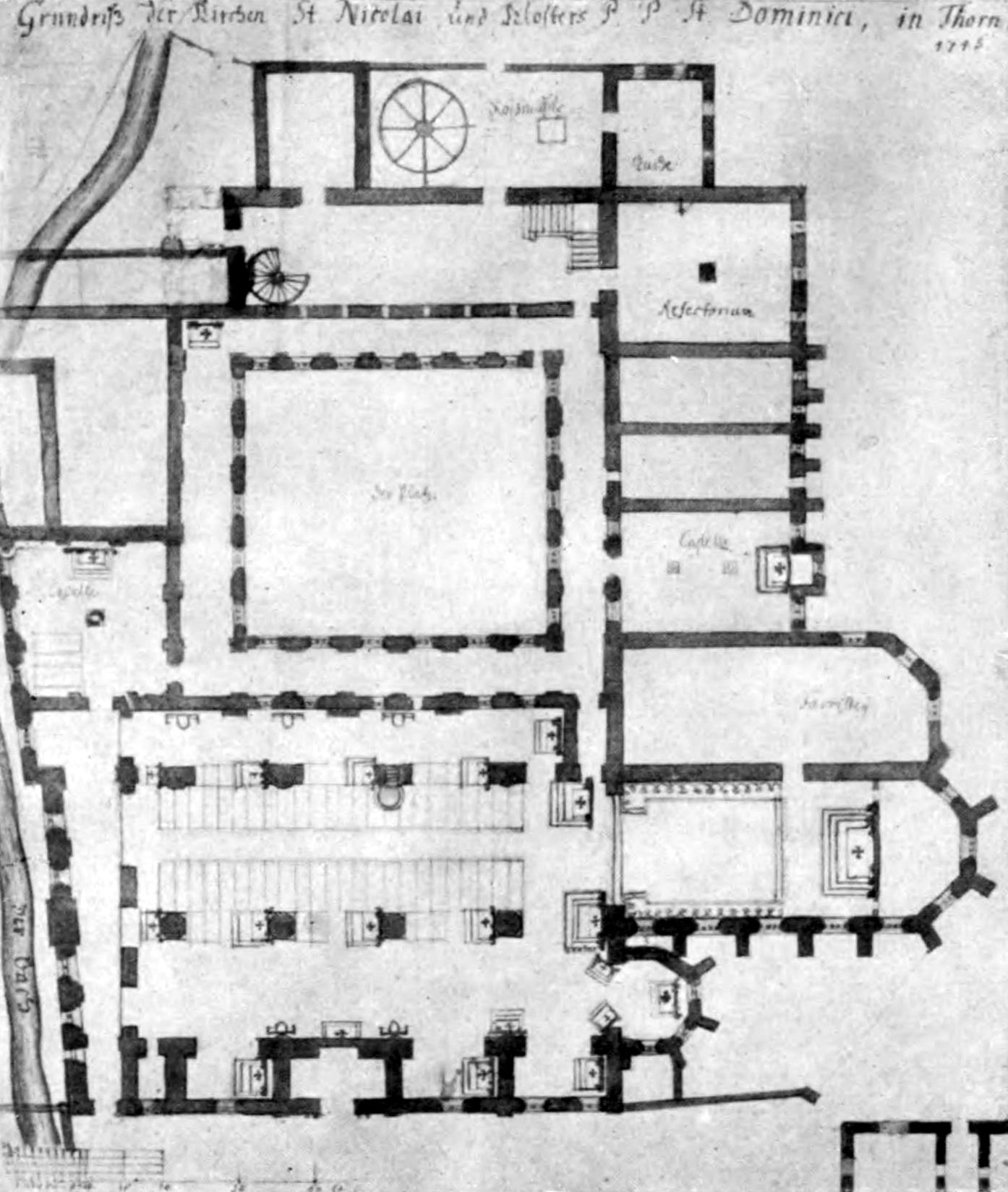
Grundriss der Klosteranlage

Das Kloster lag in der nordwestlichen Ecke der Neustadt an der Stadtmauer am Fluss Mokra nahe dem nördlichen Stadttor. Von der Kirche St. Nikolai und den Klostergebäuden sind Grundmauerreste und Keller erhalten. Heute befinden sich nachgebaute Grundmauern der Kirche und einer Kapelle am Plac dominikański.

## Geschichte
1263 gründete der Hochmeister des Deutschen Ordens Hanno von Sangerhausen ein Kloster der Dominikaner in der entstehenden Neustadt Thorn (1264 Stadtrecht). In der Altstadt gab es bereits ein Franziskanerkloster. Es erhielt Nutzungsrechte in allen Gewässern der Umgebung, später auch einige Ländereien und weitere Stiftungen und Schenkungen durch Ordensritter und Bürger.
Die Kirche wurde 1334/43 durch einen Neubau ersetzt. 1431 mussten die Mönche kurzzeitig die Stadt verlassen. Im 16. Jahrhundert blieben Kirche und Kloster die einzigen katholischen Orte in Alt- und Neustadt Thorn.
1657 wurde die Anlage im Dreißigjährigen Krieg durch schwedische Truppen schwer beschädigt, weitere Male um 1703 und um 1807/13.
1820 wurde das Kloster durch die preußischen Behörden geschlossen. Die Mönche mussten in das Kloster Kulm umziehen. Die Klostergebäude wurden noch im selben Jahr abgerissen. Es entstanden dort Gebäude der neuen Festung Thorn, darunter ein Gefängnis. 1830 wurde die Kirche geschlossen und 1834 abgerissen, da der Platz für Gebäude der neuen Festung benötigt wurde.
In den 1980er Jahren und 1993 bis 1995 fanden archäologische Ausgrabungen statt, bei denen Grundmauern und Kellerräume freigelegt wurden. 2017 bis 2018 wurde der ursprüngliche Grundriss der Kirche durch einen niedrigen Mauersockel sichtbar gemacht.

## Kirche St. Nikolai

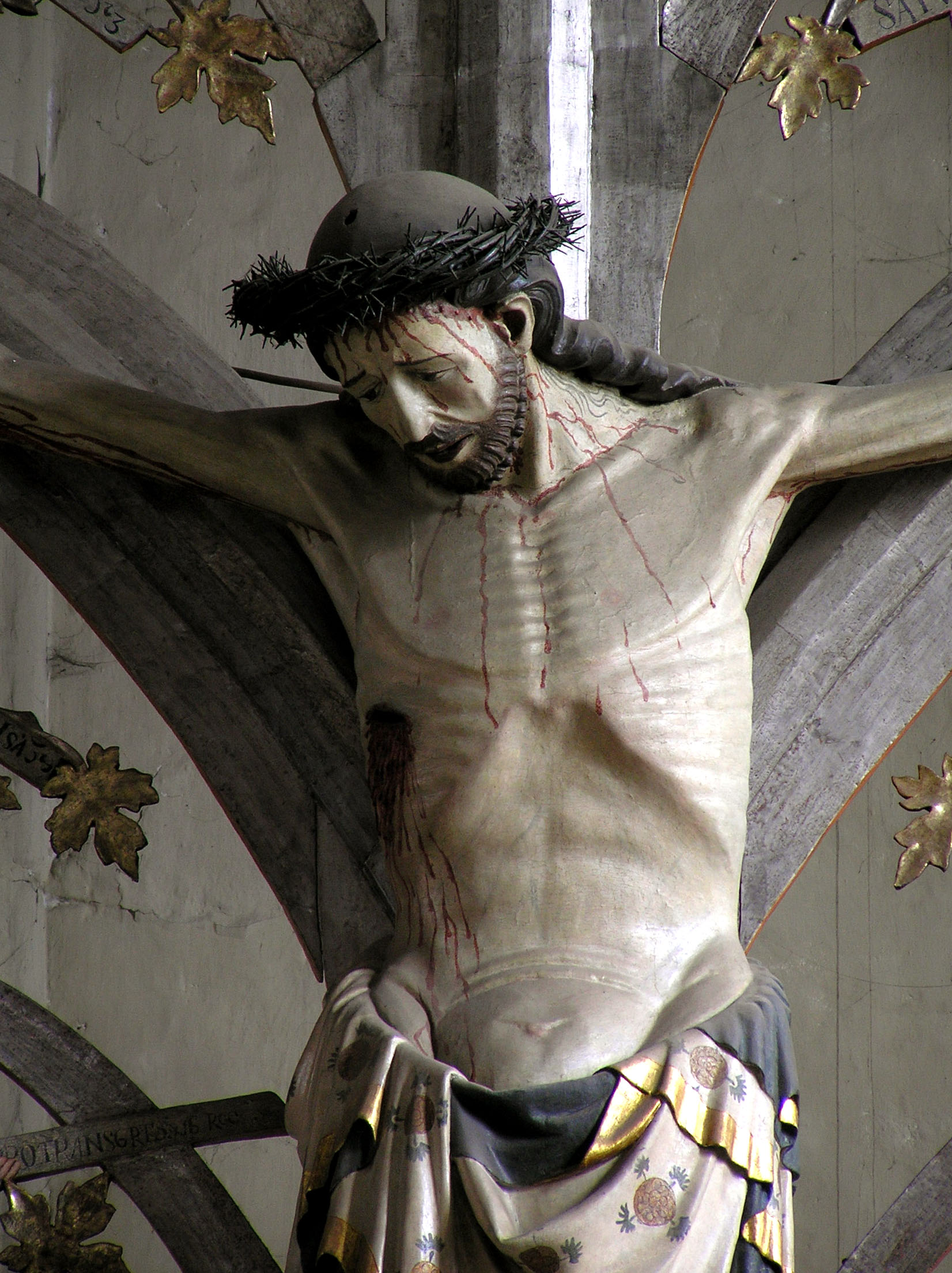
Kruzifix mit Lebensbaum, heute in der Jakobskirche

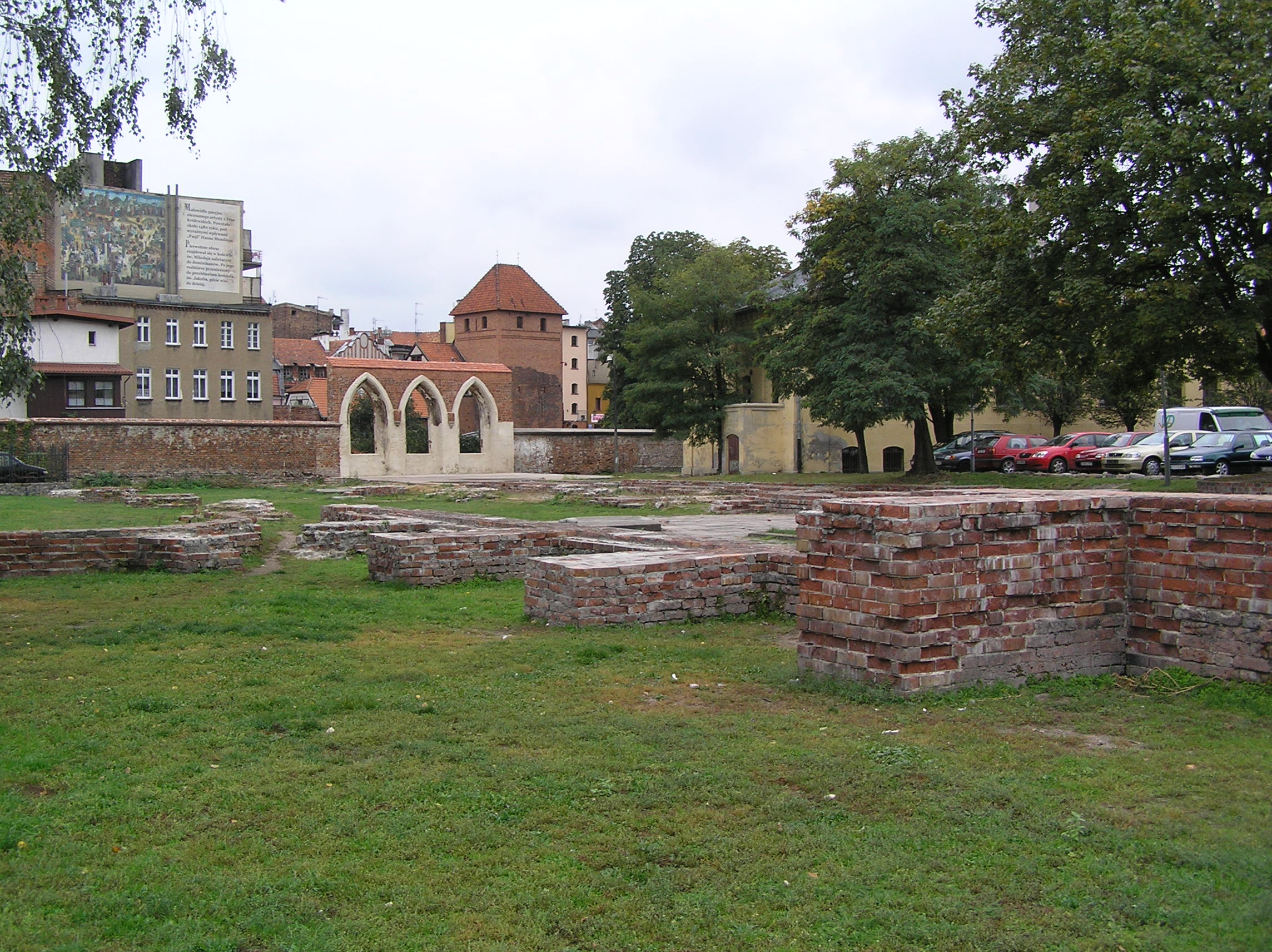
Heutige Anlage

Die Nikolaikirche war mit 72 Metern Länge, 30 Metern Breite, 30 Metern Gewölbehöhe, 38 Metern Dachhöhe und 49 Metern Turmhöhe des Dachreiters die höchste Kirche der Stadt und die größte neben der Marienkirche.
Sie hatte ein Seitenschiff mit mehreren Kapellen.
Im Innern gab es über 18 Altäre, zwei Orgeln, zahlreiche Epitaphe und Grabplatten von Adligen des Kulmerlandes und weitere Kunstwerke. Viele  Gegenstände wurden nach der Schließung 1830/34 in andere Kirchen gebracht, vor allem in die Jakobs- und die Marienkirche, einige befinden sich heute im Kreismuseum.